# Shoal Point (Trepassey)
Shoal Point is een plaats (settlement) in de Canadese provincie Newfoundland en Labrador. De plaats bevindt zich in het zuidoosten van het eiland Newfoundland en maakt deel uit van de gemeente Trepassey.

## Geografie
Het gehucht Shoal Point is gelegen aan de zuidkust van Avalon, het grote zuidoostelijke schiereiland van Newfoundland. De plaats is meer bepaald gelegen aan het noordelijke uiteinde van Trepassey Harbour, een grote natuurlijke haven van de Trepassey Bay. Shoal Point is bereikbaar via provinciale route 10 en ligt tussen de plaatsen Daniel's Point en Trepassey, die beide ook deel uitmaken van de gemeente Trepassey.

## Geschiedenis
In 1921 telde de plaats twaalf huishoudens die tezamen 50 inwoners telden. In 1935 waren er nog steeds twaalf huishoudens, al telden deze toen in totaal 63 personen.
In het jaar 1967 kreeg Shoal Point voor het eerst lokaal bestuur doordat het tezamen met buurdorpen Daniel's Point, Trepassey en de Lower Coast deel ging uitmaken van het nieuw opgerichte local improvement district Trepassey. Twee jaar later kreeg dat LID reeds officieel het statuut van town.